# Liga Norte de México 2014
La Temporada 2014 de la Liga Norte de México fue la edición número 3. Para esta temporada se mantiene en 6 el número de equipos, pero hubo dos cambios de sede, los Toros de Tijuana se convierten en los Toritos de Tecate y desaparece el equipo de Cerveceros de Tecate en su lugar entran los Langosteros de Rosarito. Adicionalmente el equipo de Aguiluchos de Mexicali se convirtió en los Centinelas de Mexicali.
La fecha de inicio de la campaña fue el viernes 4 de abril.
Los Algodoneros de San Luis se convirtieron en los primeros bicampeones del circuito al derrotar en la Serie Final a los Freseros de San Quintín por 4 juegos a 2. El mánager campeón fue Marco Antonio el "Buzo" Gúzman.
Los Algodoneros de San Luis se enfrentaron en la Serie Campeón de Campeones contra los Diablos de Hermosillo que fue el equipo campeón de la Liga Norte de Sonora, el equipo de Hermosillo ganó la serie en 6 juegos para coronarse como el mejor equipo de las ligas de noroeste del país.

## Equipos participantes
Temporada 2014
| Liga Norte de México 2014 |                               |                             |           |
| Equipo                    | Sede                          | Estadio                     | Capacidad |
| Algodoneros de San Luis   | San Luis Río Colorado, Sonora | "Andrés Mena Montijo"       | 2,500     |
| Centinelas de Mexicali    | Mexicali, Baja California     | Casas Geo                   | 17,000    |
| Freseros de San Quintín   | San Quintín, Baja California  | "Dr. Miguel Valdez Salazar" | 2,200     |
| Langosteros de Rosarito   | Rosarito, Baja California     | "René Ortiz Campoy"         | 1,800     |
| Marineros de Ensenada     | Ensenada, Baja California     | Deportivo Antonio Palacios  | 5,000     |
| Toritos de Tecate         | Tecate, Baja California       | "Manuel Ceceña"             | 4,000     |

## Posiciones
- Actualizadas las posiciones al 11 de julio de 2014. [8]

### Primera Vuelta
| Liga Norte de México | Liga Norte de México | Liga Norte de México | Liga Norte de México | Liga Norte de México | Liga Norte de México |
| Equipo               | JG                   | JP                   | PCT                  | JV                   | PTS                  |
| -------------------- | -------------------- | -------------------- | -------------------- | -------------------- | -------------------- |
| Ensenada             | 24                   | 17                   | .585                 | -                    | 6                    |
| San Luis             | 24                   | 17                   | .585                 | -                    | 5                    |
| Tecate               | 21                   | 20                   | .512                 | 3.0                  | 4.5                  |
| San Quintín          | 20                   | 21                   | .488                 | 4.0                  | 4                    |
| Rosarito             | 18                   | 23                   | .439                 | 6.0                  | 3.5                  |
| Mexicali             | 16                   | 25                   | .390                 | 8.0                  | 3                    |

### Segunda Vuelta
| Liga Norte de México | Liga Norte de México | Liga Norte de México | Liga Norte de México | Liga Norte de México | Liga Norte de México |
| Equipo               | JG                   | JP                   | PCT                  | JV                   | PTS                  |
| -------------------- | -------------------- | -------------------- | -------------------- | -------------------- | -------------------- |
| San Luis             | 27                   | 11                   | .711                 | -                    | 6                    |
| San Quintín          | 22                   | 17                   | .564                 | 5.0                  | 5                    |
| Ensenada             | 22                   | 17                   | .564                 | 5.0                  | 4.5                  |
| Mexicali             | 18                   | 21                   | .462                 | 9.0                  | 4                    |
| Tecate               | 14                   | 25                   | .359                 | 13.0                 | 3.25                 |
| Rosarito             | 14                   | 25                   | .359                 | 13.0                 | 3.25                 |

### Global
| Liga Norte de México | Liga Norte de México | Liga Norte de México | Liga Norte de México | Liga Norte de México | Liga Norte de México |
| Equipo               | JG                   | JP                   | PCT                  | JV                   | PTS                  |
| -------------------- | -------------------- | -------------------- | -------------------- | -------------------- | -------------------- |
| San Luis             | 51                   | 29                   | .638                 | -                    | 11                   |
| Ensenada             | 46                   | 34                   | .575                 | 5.0                  | 10.5                 |
| San Quintín          | 42                   | 38                   | .525                 | 9.0                  | 9                    |
| Tecate               | 35                   | 45                   | .438                 | 16.0                 | 7.75                 |
| Mexicali             | 34                   | 46                   | .425                 | 17.0                 | 7                    |
| Rosarito             | 32                   | 48                   | .400                 | 19.0                 | 6.75                 |

| Clasificado a los playoffs |

## Juego de Estrellas
El Juego de Estrellas 2014 se realizó el domingo 25 de mayo en el Estadio Gasmart de Tijuana, Baja California. El encuentro terminó con una victoria de 4 carreras a 3 para la Zona Oeste sobre la Zona Este. Brandon Villarreal de los Toritos de Tecate fue elegido el Jugador Más Valioso del partido, mientras que el estadounidense Anthony D'Alfonso de los Algodoneros de San Luis fue el ganador del Home Run Derby.

## Playoffs
|  | Semifinales | Semifinales | Semifinales |          |   | Final       | Final | Final |  |
|  |             |             |             |          |   |             |       |       |  |
|  |             |             |             |          |   |             |       |       |  |
|  | 3           | San Quintín | 4           |          |   |             |       |       |  |
|  | 3           | San Quintín | 4           |          |   |             |       |       |  |
|  | 2           | Ensenada    | 0           |          |   |             |       |       |  |
|  | 2           | Ensenada    | 0           |          | 3 | San Quintín | 2     |       |  |
|  |             |             |             |          | 3 | San Quintín | 2     |       |  |
|  |             |             | 1           | San Luis | 4 |             |       |       |  |
|  | 4           | Tecate      | 1           | San Luis | 4 | 1           |       |       |  |
|  | 4           | Tecate      |             |          |   | 1           |       |       |  |
|  | 1           | San Luis    | 4           |          |   |             |       |       |  |
|  | 1           | San Luis    | 4           |          |   |             |       |       |  |
|  |             |             |             |          |   |             |       |       |  |

## Líderes
A continuación se muestran los lideratos tanto individuales como colectivos de los diferentes departamentos de bateo y de pitcheo.

### Bateo
| Categoría           | Individual                                    | Marca | Colectivo                                       | Marca |
| ------------------- | --------------------------------------------- | ----- | ----------------------------------------------- | ----- |
| Porcentaje          | Anthony D'Alfonso (SLR)                       | .394  | Algodoneros de San Luis                         | .296  |
| Carreras Producidas | Anthony D'Alfonso (SLR)                       | 86    | Algodoneros de San Luis                         | 457   |
| Home Runs           | Anthony D'Alfonso (SLR)                       | 12    | Algodoneros de San Luis Langosteros de Rosarito | 50    |
| Carreras Anotadas   | Karexón Sánchez (SLR)                         | 75    | Algodoneros de San Luis                         | 840   |
| Hits                | Anthony D'Alfonso (SLR)                       | 106   | Algodoneros de San Luis                         | 617   |
| Dobles              | Edgar Trejo (MXL)                             | 26    | Algodoneros de San Luis                         | 154   |
| Triples             | Brandon Villarreal (TEC) Carlos Álvarez (SQN) | 4     | Algodoneros de San Luis Toritos de Tecate       | 19    |

### Pitcheo
| Categoría       | Individual            | Marca | Colectivo               | Marca |
| --------------- | --------------------- | ----- | ----------------------- | ----- |
| Efectividad     | Pedro Lazo (SQN)      | 2.58  | Algodoneros de San Luis | 3.49  |
| Juegos Ganados  | Jesús Estrada (SQN)   | 11    | Algodoneros de San Luis | 51    |
| Ponches         | Pedro Lazo (SQN)      | 126   | Freseros de San Quintín | 560   |
| Juegos Salvados | Yosshel Hurtado (SLR) | 24    | Marineros de Ensenada   | 24    |
| WHIP            | Pedro Lazo (SQN)      | 1.09  | Freseros de San Quintín | 1.42  |

## Acontecimientos relevantes
- Anthony D'Alfonso de los Algodoneros de San Luis se adjudicó la "Triple Corona de Bateo" al terminar como líder en porcentaje de bateo, carreras producidas y homeruns.[10]